# Calamus calamus
Calamus calamus är en fisk från familjen havsrudefiskar (Sparidae) som finns kustnära i Västatlanten.

## Utseende
Calamus calamus är en avlång fisk med hög, ihoptryckt kroppsform och ingröpt stjärtfena. Kroppen är silvervit med ett blåaktigt skimmer. Under ögat har den ett blått streck, och käkpartiet är vanligtvis blått med gula fläckar. Som mest kan den bli 56 cm lång och väga 680 g, men den är oftast mindre.

## Vanor
Arten lever vid korallrev på ett djup ner till 75 m. Ungfiskarna håller dock till på bevuxna sandbottnar. Födan består av maskar, blötdjur, sjöborrar, ormstjärnor, eremitkräftor och krabbor.

## Utbredning
Calamus calamus finns i västra Atlanten från North Carolina i USA över Bermuda till Brasilien.

## Kommersiell betydelse
Den anses vara en god matfisk och är en populär sportfisk. Ett visst kommersiellt fiske förekommer även, och fisken saluförs både färsk och frusen.